# Urbania
Urbania (Orbènia in dialetto gallo-piceno) è un comune italiano di 6 924 abitanti della provincia di Pesaro e Urbino nelle Marche. Conosciuta fino al 1636 con il nome di Casteldurante, cambiò la propria denominazione in quella attuale in onore di papa Urbano VIII dopo esser stata elevata a città e diocesi.

## Geografia fisica
Urbania è situata in una zona pianeggiante in fondo alla valle del fiume Metauro, circondata da colline. La zona del centro storico è circondata su tre lati da un'ansa del fiume Metauro, luogo noto fin dall'antichità proprio per la sua particolare conformazione e protezione naturale.

## Storia

### Origini, Medioevo, Rinascimento
Il nucleo originario, di epoca altomedioevale, risalente presumibilmente al VI secolo d.C., era chiamato Castel delle Ripe e fu libero Comune di parte guelfa, motivo per cui, nel 1277, fu distrutto dai ghibellini della vicina Urbino.
La popolazione superstite trovò rifugio poco più a valle, intorno alle mura della potente abbazia benedettina di San Cristoforo del Ponte (sec. VIII), situata nel luogo esatto dove si trova oggi la Concattedrale. Attorno all'abbazia, intorno al 1284, fu fatta costruire la nuova città, la cui fondazione fu affidata, da papa Martino IV, al prelato provenzale Guglielmo Durand, all'epoca governatore della Romagna e della città e distretto di Urbino. Durand affidò l'incarico di costruire la città a tecnici bolognesi ai quali fu forse dovuta la soluzione con due strade porticate che fa di Urbania una sorta di Bologna in miniatura. In onore di Guillaume Durand la città prese il nome di Casteldurante.
Affidata in signoria alla potente famiglia dei Brancaleoni, la città fu dapprima di Brancaleone, cui succedettero, congiuntamente, i figli Nicola Filippo, Pierfancesco e Gentile. A Pierfrancesco, rimasto unico "signore" dopo la morte dei fratelli, succedettero i nipoti Galeotto e Alberico (figli di Nicola Filippo) e Bartolomeo (figlio di Gentile), essendogli premorto l'unico figlio Lamberto. I tre cugini non vollero governare insieme e divisero pacificamente la signoria: ai fratelli Galeotto e Alberico, che rimasero insieme, andò la parte maggiore, compreso Casteldurante, mentre Bartolomeo ottenne Mercatello sul Metauro e la Massa Trabaria. Il dominio dei due fratelli, divenuti tiranni, fu però breve, perché la popolazione vessata invocò l'intervento del signore di Urbino Guidantonio da Montefeltro il quale, dopo un breve assedio alla città, li costrinse alla fuga. Era il 1427 e da quel momento il destino di Casteldurante seguirà quello del Ducato di Urbino, tant'è che i signori di quest'ultimo si fregeranno del titolo di duchi di Urbino e conti di Casteldurante. Il ramo di Mercatello sul Metauro, invece, si estinse con Gentile, prima moglie di Federico da Montefeltro, duca di Urbino, cui portò in dote le terre della sua famiglia, che rimasero ai Montefeltro anche se da questo matrimonio non nacquero figli.
Sotto i Della Rovere, successori dei Montefeltro nel Ducato di Urbino, l'antico signorile "palazzo dei Brancaleoni" fu restaurato e ristrutturato da un gruppo di architetti, comprendente Francesco di Giorgio Martini, Annibale della Genga e Paolo Scirri che era stato il primo maestro di architettura del Bramante. I duchi di Urbino usarono il palazzo come soggiorno estivo e il Barco ducale come residenza di caccia. Solo l'ultimo duca di Urbino, Francesco Maria II Della Rovere, visse in permanenza a Casteldurante trasferendovi la corte ducale, vi morì e fu sepolto nella chiesa del Santissimo Crocefisso. Alla sua morte, nel 1631, l'intero Ducato di Urbino tornò sotto il dominio diretto dello Stato Pontificio. Il 18 febbraio 1635, papa Urbano VIII elevò Casteldurante al rango di città e di diocesi e, in suo onore, essa cambiò per la terza volta il suo nome, divenendo Urbania.

### XX secolo
Urbania è tra le Città decorate al valor militare per la guerra di liberazione ed è stata insignita della Medaglia di Bronzo al Valor Militare per il contributo dato alla Resistenza (in particolare all'attività della Brigata Garibaldi Romagnola) ed il tragico bombardamento subito il 23 gennaio 1944 da parte delle forze alleate, che provocò devastazioni e 248 vittime civili. Per tale motivo Urbania è stata riconosciuta Città martire della Provincia di Pesaro e Urbino. Ogni anno la ricorrenza è celebrata solennemente.
Al giorno d'oggi la città, pur molto piccola, è un importante centro turistico per i numerosi edifici storici, l'impianto urbanistico medievale, per la produzione di ceramiche.

### Onorificenze
Urbania è tra le città decorate al valor militare per la guerra di liberazione, insignita della medaglia di bronzo al valor militare per i sacrifici delle sue popolazioni e per l'attività nella lotta partigiana durante la seconda guerra mondiale:

## Monumenti e luoghi d'interesse

### Architetture religiose
- Concattedrale di San Cristoforo Martire. Di particolare interesse storico-artistico, (IX-XVIII secolo), intitolata a San Cristoforo Martire ed edificata sulle fondamenta dell'antica abbazia benedettina di San Cristoforo del Ponte, risalente all'VIII secolo.

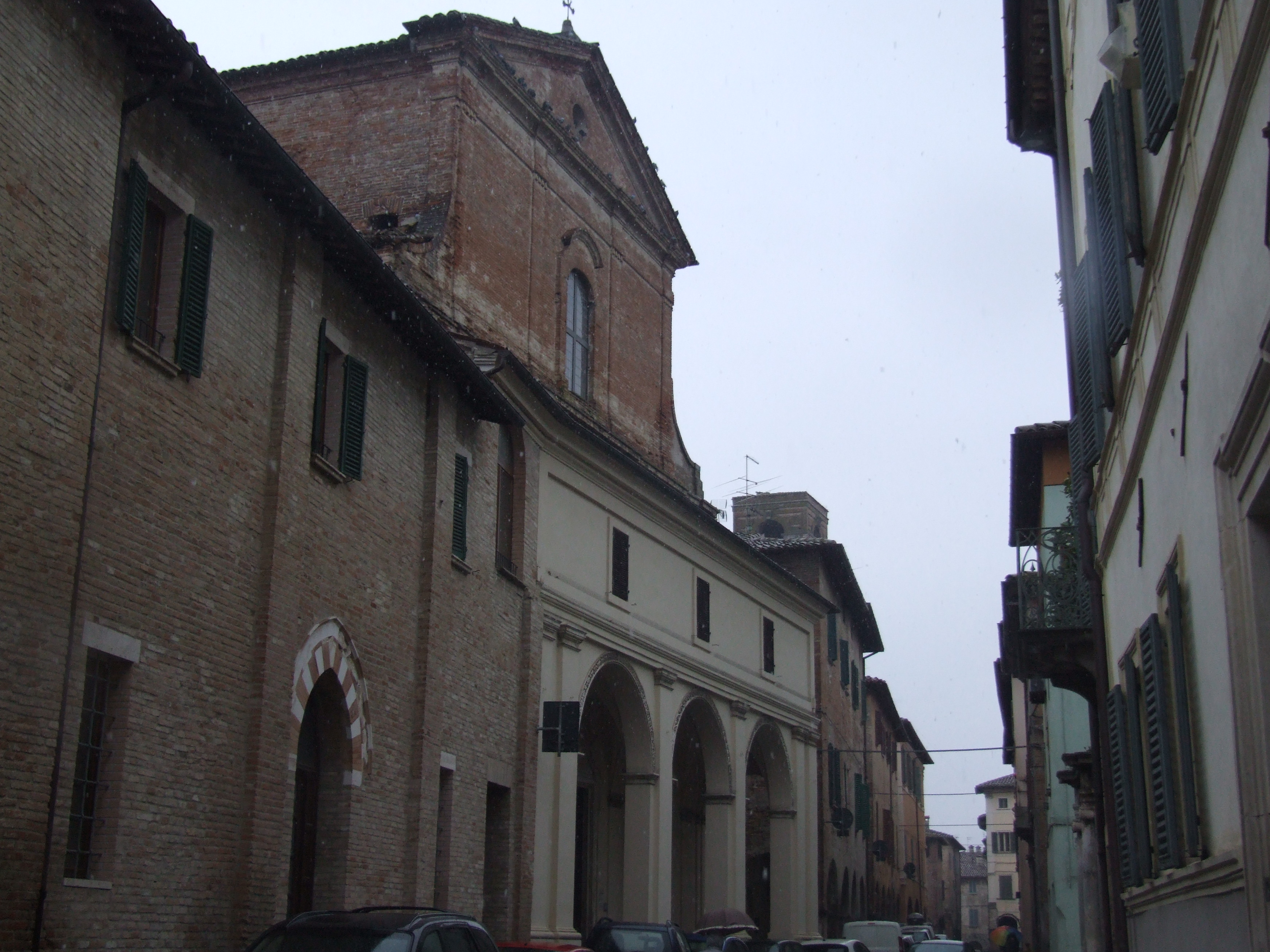
Chiesa di San Francesco

- Chiesa e Convento di San Francesco. Di antica fondazione (1284), nacque quando la comunità dei Minori Conventuali, stanziatisi nel "primo loco" (verosimilmente noto allo stesso San Francesco, podere tuttora denominato "Ca' i frati"), decise di trasferirsi all'interno del nuovo abitato di Casteldurante. La chiesa, completata nel 1290 e consacrata nel 1327, fu completamente rinnovata dal 1550 al 1558 e ancora dal 1756 al 1762. L'interno, a navata unica con transetto e cupola, è un esempio di stile barocchetto marchigiano. I sei altari laterali della chiesa ospitano a destra, al primo altare appartenente alla famiglia Tiranni, l'Assunzione della Vergine, tela di Domenico Peruzzini, mentre nella parete absidale è la grande macchina intagliata e dorata che incornicia la tela raffigurante la Madonna in gloria con i santi Francesco, Ambrogio, Salomone e Brigida, pregiatissima opera di Giorgio Picchi. All'altare del transetto sinistro si trova l'Adorazione dei Magi di Giustino Episcopi e, per quanto riguarda le cappelle a sinistra, nella seconda, della Passione, si trova la tavola della Crocifissione, opera di Agostino Apolloni, nella quale è ritratta la famiglia del pittore, per volontà testamentaria dello stesso Apolloni, che qui lasciò il suo sepolcro, la cappella appartenne al Monte di Pietà. Al primo altare sinistro è la tela di Giorgio Picchi (1586) raffigurante l’Adorazione dei pastori (1586). Notevole l'organo, opera dell'urbaniese Arcangelo Feligiotti, costruito nel 1762 ed ampliato dal nipote Andrea Feligiotti con l'aggiunta di una seconda tastiera (lo strumento è in attesa di restauro). Una delle cappelle conservava all'altare, prima dei rifacimenti settecenteschi, un dipinto con la Gloria di Cristo di Giorgio Picchi commissionato da Francesco Maria II della Rovere, eseguito nel 1602 ed oggi conservato presso il locale Museo Diocesano.[7] L'adiacente convento, dopo la soppressione napoleonica, venne ceduto al Capitolo della Cattedrale e trasformato in Seminario diocesano.

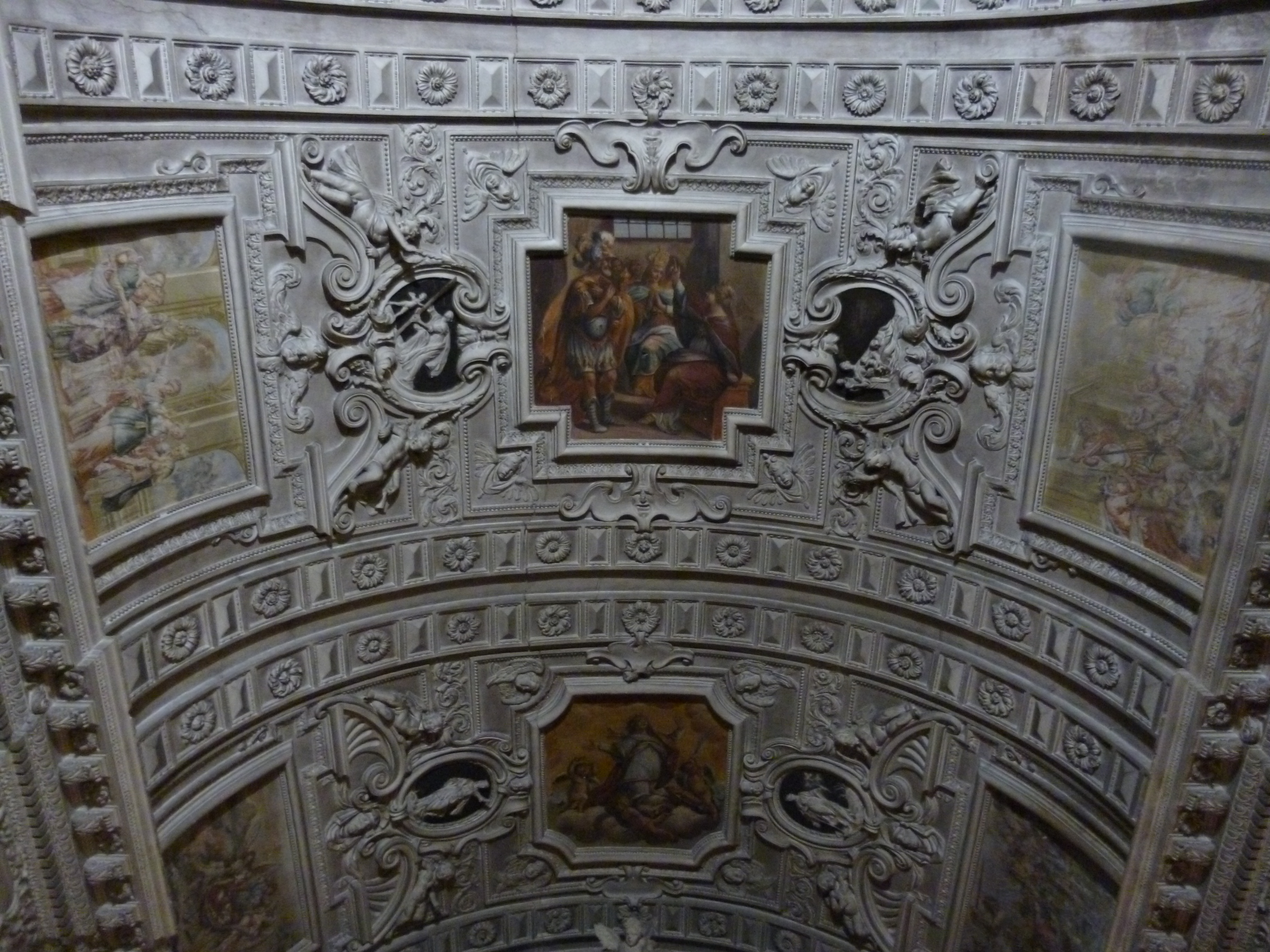
La volta a stucchi della Chiesa di Santa Caterina

- Chiesa di Santa Caterina. La piccola chiesa ospitava l'omonima confraternita, tradizionalmente detta "degli artisti", dato che vi furono affiliati (tra i numerosi altri) Ubaldo Scannavino, Ottaviano e Luzio Dolci, Giustino Episcopi e i Picchi. Il tempio, esistente già nel 1362 e ricco di affreschi, venne ricostruito a partire dal 1522. L'interno presenta soffitto e pareti interamente plasticate a stucco, con numerosi dipinti (sei Virtù, scene della vita di Santa Caterina) e statue (quattro Profeti) opera di artisti ascritti alla confraternita, ma anche di Tommaso Amantini, Agostino Apolloni e Raffaello Raffaelli. La pala dell'altare maggiore (Santa Caterina deposta nel sepolcro da tre angeli) è opera del 1592 di Donnino Berti; sopra lo stesso altare è curiosamente inserito un piccolo organo (devastato) opera dell'urbaniese Arcangelo Feligiotti datato 1770. L'altare sinistro presenta un dipinto firmato nel 1615 da Giovanni Giacomo Pandolfi (Madonna col Bambino e i Santi Carlo Borromeo, Rosa da Viterbo, Caterina d'Alessandria e Francesca Romana), quello a destra invece espone un miracoloso Crocifisso ligneo seicentesco.

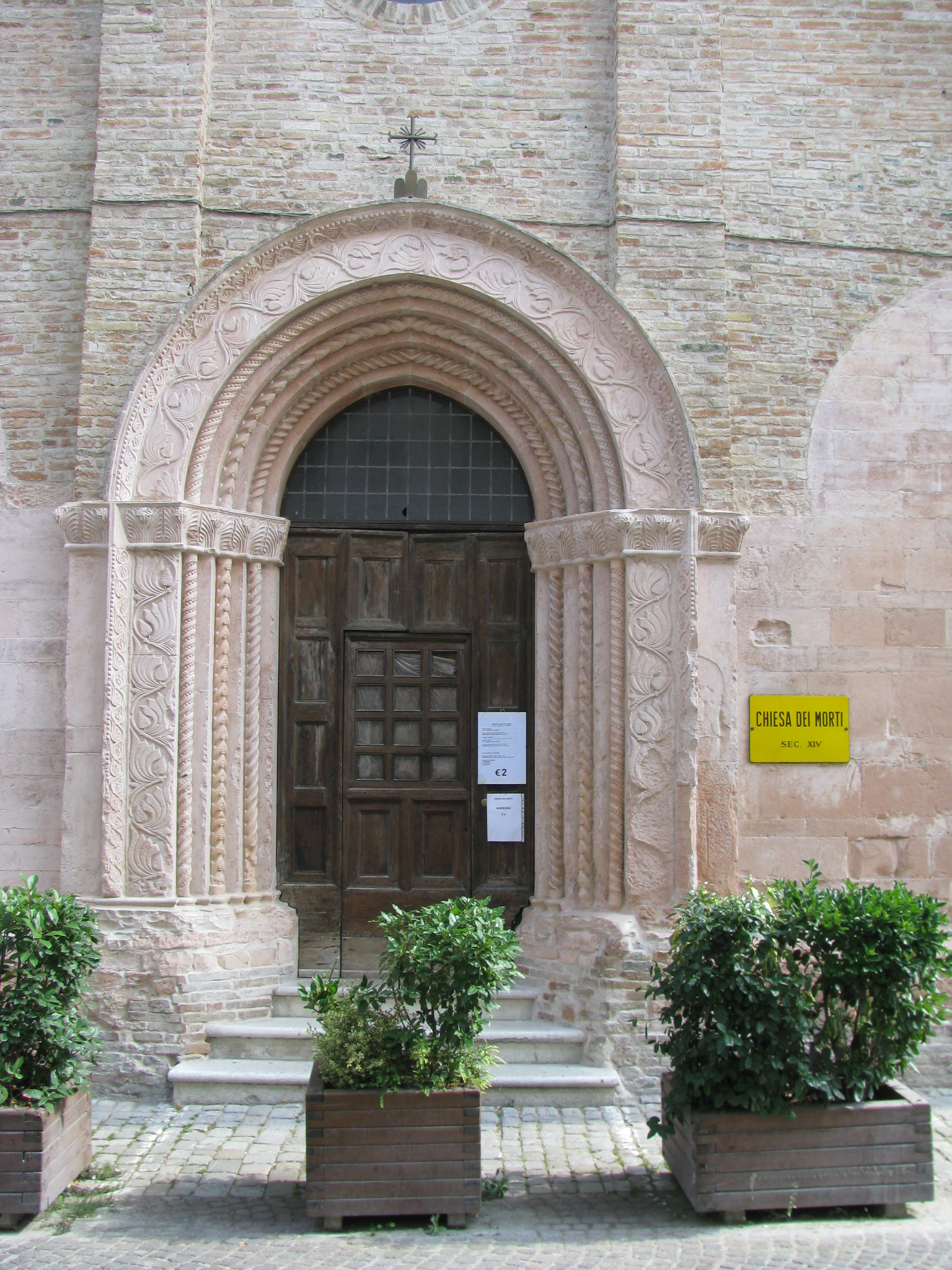
Il portale della Chiesa dei Morti.

- Chiesa dei Morti. La Cappella "Cola", nota come Chiesa dei Morti, ospita al suo interno il famoso "Cimitero delle mummie". Agli inizi del XIX secolo, dopo la promulgazione dell'Editto di Saint Cloud, la Confraternita della Buona Morte decise di esporre in un ambiente ricavato dietro l'altare maggiore alcuni corpi umani riesumati dai sepolcri della chiesa, trovati inaspettatamente oggetto di un fenomeno di mummificazione naturale. L'edificio è del 1380. Notevole la pala dell'unico altare, raffigurante la Decollazione di San Giovanni Battista, opera probabile di Giustino Episcopi (1560).[8]
- Chiesa dello Spirito Santo. Risorta nel 1949 come tempio votivo per le vittime della seconda guerra mondiale, sorge sullo stesso luogo occupato già all'incirca nel 1350 dall'oratorio dell'omonima Confraternita. La chiesa era stata completamente ricostruita tra il 1851 ed il 1853, ma venne abbattuta dal tragico bombardamento aereo subito da Urbania il 23 gennaio 1944: per questo l'allora Vescovo, monsignor Giovanni Capobianco, decise di ricostruirla e destinarla a tempio votivo. Nel 1969 la chiesa venne nuovamente rielaborata nelle sue linee architettoniche dall'architetto romano Giancarlo Delmastro e dall'artista urbaniese Augusto Ranocchi.
- Chiesa del Corpus Domini. La chiesa venne costruita all'inizio del XIV secolo dalla Confraternita detta "dei fustigati" e successivamente ampliata agli inizi del XVI secolo con l'intervento dell'architetto ducale Gerolamo Genga. L'interno venne decorato, tra il 1532 ed il 1534-35 da Raffaellino del Colle con due tele poste al fondo dell'ambiente, ai lati della pala d'altare, la Madonna "del velo" a destra ed il Cristo risorto a sinistra ed una serie di affreschi parzialmente deteriorati: una Sacra Famiglia all'altare sinistro oltre alle lunette affrescate con figure di Sibille e Profeti. Il complesso decorativo mostra la conoscenza di modelli raffaelleschi, michelangioleschi e giuleschi appresi a Roma.[9] La pala d'altare con l'Ultima Cena è opera di Giorgio Picchi il Giovane ed in chiesa è anche il simulacro del Cristo Morto (scultura lignea di scuola tosco-marchigiana, XV secolo).
- Chiesa del Santissimo Crocifisso dell'Ospedale. La chiesa e l'adiacente complesso conventuale (divenuto poi ospedale civile) vennero edificati nel 1619 per volere del Duca Francesco Maria II Della Rovere, essendo questi desideroso di accogliere in Casteldurante una comunità di Chierici Regolari Minori, detti popolarmente caracciolini. L'edificazione seicentesca avvenne sulle rovine di una preesistente struttura sorta prima della fondazione di Casteldurante (ancor prima vi fu un oratorio sacro a San Bartolomeo), struttura che Abbazia e Comunità durantine decisero di adibire a lazzaretto, affidandone la gestione ad un istituto religioso di donne laiche alle quali fu data la regola di San Benedetto sotto il patrocinio della Madonna de nive. Un nuovo rifacimento dell'intera struttura si ebbe alla fine del XVIII secolo: la chiesa venne riconsacrata nel 1807. L'interno ospita notevoli opere d'arte, primariamente i due dipinti attribuiti a Federico Barocci (Crocifisso spirante e la Madonna delle nubi, quest'ultima si dice anticamente tenuta come capoletto dal Duca Francesco Maria II Della Rovere e da lui lasciata in eredità al suo confessore p. Ludovico Munaxò), ma anche altre opere di Sebastiano Conca, Antonio Ragni, ed altre telette di varie scuole. Nella chiesa è anche posto il sobrio sepolcro del Duca Francesco Maria II Della Rovere, sotto l'acquasantiera a destra dell'ingresso.

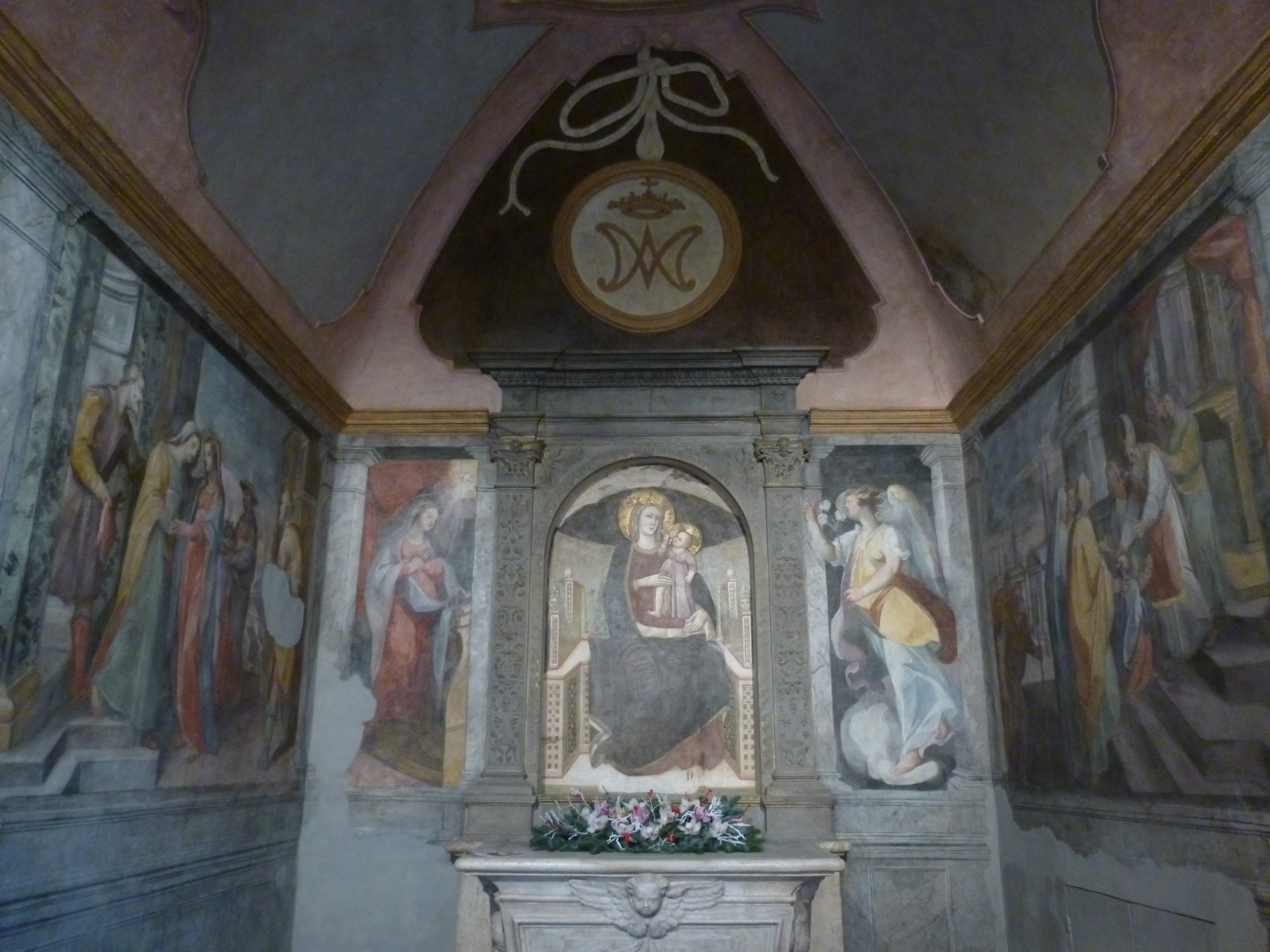
Oratorio della Madonna del Carmine

- Oratorio della Madonna del Carmine. Nel 1478 è documentata una majestà de porta de sopra, evolutasi poi nel [499 in una cappellina con altare, successivamente affrescata con l'intervento anche di Giustino Salvolini o Episcopi (1579). L'interno della piccola chiesa è interamente affrescato. Sulla parete absidale spicca l'affresco trecentesco eseguito da Giuliano da Rimini raffigurante la Madonna in trono con Bambino, collocato originariamente nella rocca di Casteldurante e qui trasportato con il suo blocco di muro nel 1517, quando la rocca fu demolita. Gli affreschi tutto attorno all'immagine della Madonna vennero invece rieseguiti nel 1604 da Giorgio Picchi, raffigurando alcuni episodi della vita della Madonna. L'altare plasticato è opera dell'urbaniese Tommaso Amantini.
- Oratorio della Madonna "di Cassoni". Minuscolo oratorio pubblico eretto dalla pietà degli eredi di don Filippo Cassoni (morto nel 1889), dal 1927 espone alla sentita venerazione delle famiglie circostanti e della città intera un piccolo ma bel dipinto ad olio raffigurante la Mater Salvatoris.
- Chiesa e Convento dei Cappuccini. La presenza dell'Ordine dei Frati Minori Cappuccini a Casteldurante risale al 1576: nella primitiva chiesa del convento il Duca Francesco Maria II Della Rovere nel 1593 chiese ed ottenne di poter fabbricare una cappella da adibire a suo futuro sepolcro (che verrà poi realizzato nella chiesa durantina del Santissimo Crocifisso dell'Ospedale). Nel 1622 fu guardiano del convento durantino p. Benedetto Passionei. L'odierno complesso venne ricostruito ad est del precedente ed ultimato nel 1768. La nuova chiesa fu aperta al culto nel 1783, intitolata poi nel 1858 alla Natività della Vergine. L'interno conserva tre altari, tipico esempio della sobrietà cappuccina, ospita diverse opere d'arte: la pala dell'altar maggiore (Madonna con i Santi Michele Arcangelo e Francesco d'Assisi) è opera del baroccesco Cesare Maggesi, risalente al 1620 circa; all'altare laterale destro è esposta una Madonna Addolorata con alcuni Santi Cappuccini e San Felice da Cantalice, firmata nel 1786 dal pesarese operante a Roma Pietro Tedeschi; nella cappella sinistra, infine, è conservata una tela verista anonima raffigurante un Crocifisso martoriato e sanguinante del primo XVI secolo. Nel coro retrostante l'altar maggiore è murato un Crocifisso in maiolica plasticata a tutto rilievo, opera risalente al primo XVI secolo proveniente dall'ex monastero di Santa Chiara, probabile opera delle botteghe degli Episcopi. Il complesso è oggi abitato ed officiato dalle monache clarisse, qui trasferite dal loro primitivo monastero situato nel centro storico di Urbania.
- Chiesa e Monastero di Santa Chiara. L'origine del complesso monastico, anticamente "romitaggio" dell'abbazia di San Cristoforo del Ponte, è antecedente alla morte della stessa Santa Chiara. Le monache vi si insediarono però solo nel 1322 circa. La chiesa venne consacrata nel 1339. All'interno, nel 1623, vennero condotti dei lavori di rifacimento del soffitto a spese del Duca Francesco Maria II Della Rovere. L'interno della chiesa presenta altari lignei intagliati e dorati attribuiti al vadese Giovan Pietro Zuccari, oltre a diverse opere di Timoteo Viti (Madonna coi santi Francesco, Ambrogio Chiara e Orsola), Girolamo Cialdieri (Madonna in gloria col Bambino e Santi), Domenico Peruzzini (Crocifissione e Immacolata Concezione). Notevole la grande lunetta sopra l'altare maggiore, affrescata da Giustino Episcopi e Luzio Dolci con la raffigurazione del Trionfo della Croce. L'adiacente ex monastero, che oggi ospita un istituto scolastico, rivela ancora numerose tracce di affreschi databili dal XIV al XVII secolo.
- Chiesa e Monastero di Santa Maria Maddalena. Posto alle pendici del monte Castellaro, anticamente protetto dal torrente del Gorgozzo, il monastero sorse nel XIII secolo per iniziativa e sotto la protezione dei monaci benedettini dell'abbazia di San Cristoforo del Ponte. Ricostruito il complesso nel XV secolo, anche l'annessa chiesa ebbe rifacimenti dal XVI fino a metà del XVIII secolo. L'opera più famosa conservata all'interno del complesso è la Maddalena penitente dipinta da Guido Cagnacci nel 1637, ma sono presenti anche altri dipinti di Giuseppe Luzi e Maurizio Sparagnini. Nella chiesa è anche tenuta in grande venerazione l'effigie in cera di Santa Maria Bambina, fatta dalle mani di Santa Veronica Giuliani ed inviata in dono alle monache nel 1718.
- Santuario del Santissimo Crocifisso di Battaglia. Situato fuori del centro abitato di Urbania, alle pendici della collina sulla cui sommità si erge il paesino di Peglio (Marche), il Santuario prende questo nome da mastro Marino Antonio Battaglia, antico proprietario del terreno sul quale, nel 1634, volle edificato un oratorio dedicato al Santissimo Crocifisso. Il relativo affresco, eseguito attorno al 1612 da un anonimo pittore locale (forse lo stesso mastro Marino), doveva essere restaurato una prima volta nel 1762 dal fiammingo Giovanni Doix, ma questi, accingendosi a compiere il lavoro, asserì di esser stato sorpreso dal sonno e di aver trovato, al suo risveglio, il volto del Cristo miracolosamente e magistralmente restaurato. In seguito a questo e ad altri eventi miracolosi nacque una forte devozione verso il Santissimo Crocifisso di Battaglia, cosa che implicava un forte afflusso di pellegrini, con conseguente necessità di spazio per le devozioni e gli alloggi: fu così che si arrivò all'ampliamento del primitivo oratorio, che venne inglobato nella consistente struttura oggi visibile. La nuova chiesa, a pianta ottagonale con un'alta cupola, venne consacrata il 31 luglio 1731. All'altare maggiore, incorniciato da marmi, statue e decorazioni, è in venerazione il suddetto affresco raffigurante il Santissimo Crocifisso. Gli altari laterali, anch'essi consistentemente decorati, sono dedicati a San Zenone vescovo di Verona (titolare della primitiva parrocchia) e a San Francesco di Paola. In una delle due piccole cantorie della chiesa è conservato un piccolo e devastato organo di autore anonimo del XVIII secolo (forse Vincenzo Polinori da Pesaro).

### Architetture civili

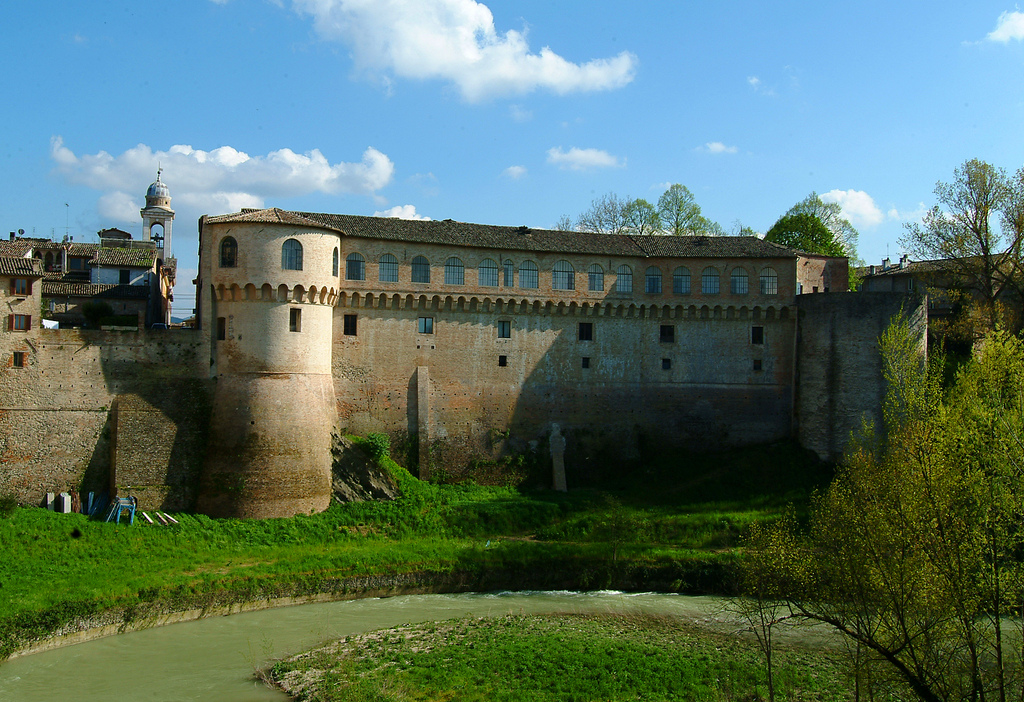
Palazzo Ducale

- Palazzo Ducale di Urbania. La residenza è costruita a monte del fiume Metauro sul sito di una cittadella preesistente proprietà della famiglia Brancaleoni di Piobbico, già feudatari di Casteldurante. Sovvenzionata dai duchi di Urbino, la sua realizzazione fu affidata da Federico da Montefeltro all'architetto Francesco di Giorgio Martini nel 1470.

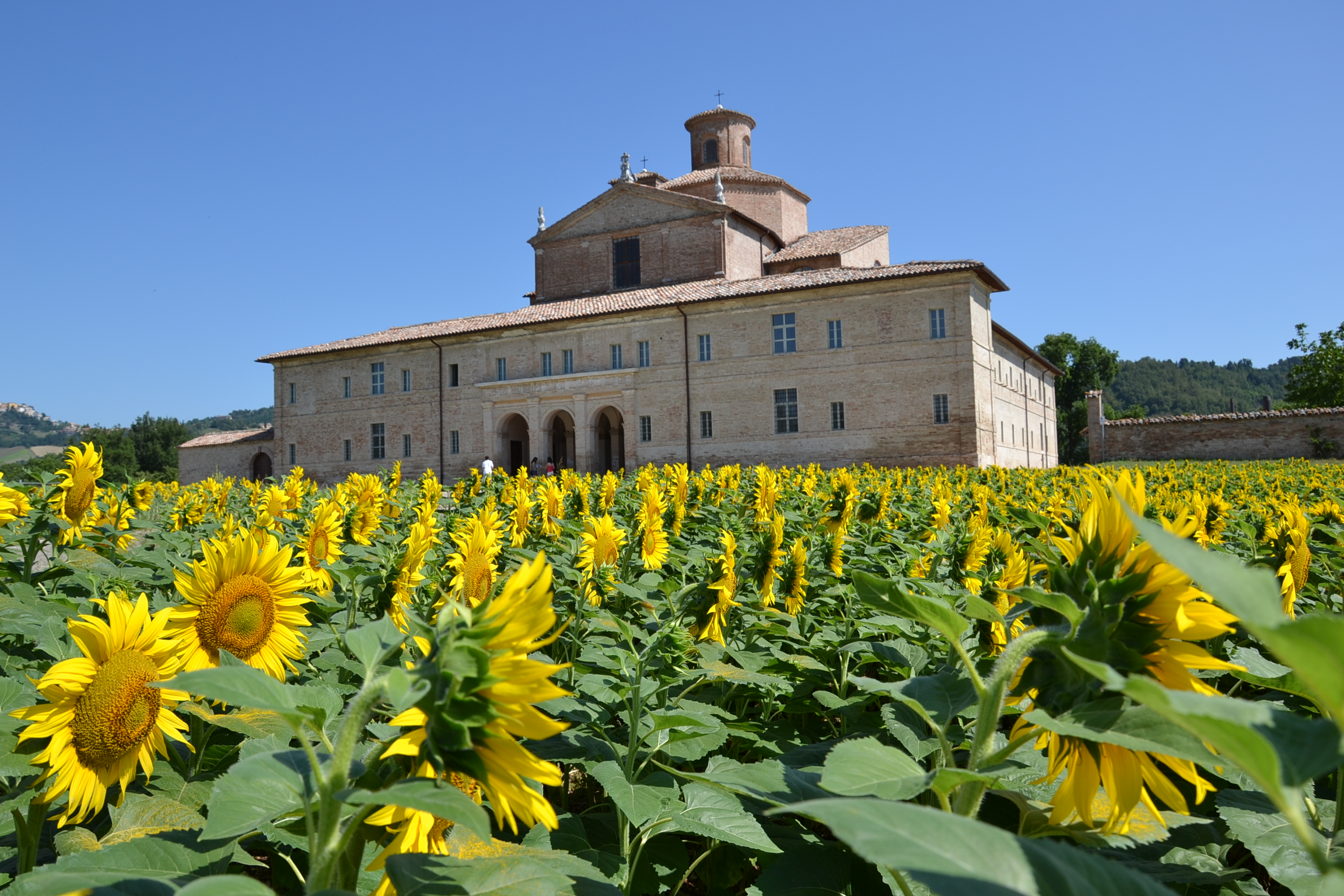
Barco Ducale

- Barco ducale. L'originario complesso del convento risale al XIII secolo, si dovette la sua edificazione ai francescani di Castel delle Ripe fuggiti dalla loro primitiva sede dopo la distruzione del paese (1277). Venne quasi totalmente rifatto a partire dal 1465 per opera di Francesco di Giorgio Martini che costui il complesso odierno su commissione di Federico da Montefeltro che voleva qui una dimora di caccia.
- Teatro Bramante
- Palazzo comunale
- Palazzo vescovile . L'edificio trova origine nell’abbazia benedettina di San Cristoforo del Ponte. Ad oggi le sale del Palazzo ospitano le collezioni del Museo diocesano "Monsignor Corrado Leonardi" e conservano una raccolta di ceramiche con esemplari della tradizione durantina-urbaniese dal Medioevo alla contemporaneità.
- Monte di Pietà. Il palazzo del Monte di Pietà fu fatto erigere da Elisabetta Gonzaga duchessa di Urbino tra il 1506 e il 1522 su progetto all'architetto Gerolamo Genga.

## Società

### Evoluzione demografica
Abitanti censiti

### Etnie e minoranze straniere
Secondo i dati ISTAT al 1º gennaio 2023 la popolazione straniera residente era di 670 persone e rappresentava il 9,8% della popolazione residente. Le comunità straniere più numerose erano:
1. Cina, 134 (20,00%)
2. Albania, 125 (18,66%)
3. Marocco, 106 (15,82%)
4. Romania, 86 (12,84%)
5. Moldavia, 63 (9,40%)
6. Macedonia del Nord, 36 (5,37%)
7. Nigeria, 17 (2,54%)
8. Pakistan, 13 (1,94%)
9. Ucraina, 11 (1,64%)

### Sanità
L'ex ospedale della cittadina ospita dal 1995, un distretto sanitario dell'Azienda Sanitaria Territoriale (A.S.T.) Pesaro - Urbino. Inoltre vi sono anche due case di riposo, una pubblica, nella periferia, ed una privata, insediata in centro storico, nell'ex convento francescano.

### Religione
La città fu un tempo sede della diocesi di Urbania e Sant'Angelo in Vado, unita poi nel 1986 all'arcidiocesi di Urbino per formare arcidiocesi di Urbino-Urbania-Sant'Angelo in Vado, che dal 2000 non è più metropolitana e che ha la sua sede ad Urbino. La Cattedrale di San Cristoforo Martire, è ora una delle tre Concattedrali dell'arcidiocesi.

## Cultura

### Istruzione

#### Biblioteche
- Biblioteca comunale

Il nucleo originario fu creato dal duca Francesco Maria II della Rovere nel 1607, che sistemò in un edificio appositamente costruito (scomparso), vicino al Palazzo Ducale. Con la devoluzione del Ducato allo Stato Pontificio (1631), nonostante il duca avesse lasciato la biblioteca (composta da 15.000 volumi) alla comunità cittadina, verso il 1667, Papa Alessandro VII dispose il trasferimento di questa a Roma, incamerandola nella Biblioteca Alessandrina alla Sapienza. Negli anni successivi la famiglia Ubaldini ed il vescovo Honorato degli Honorati donarono i propri fondi librari per ricostituire una nuova biblioteca.
Comprende un patrimonio di 50.000 volumi, divisi tra una sezione antica ed una moderna. In quella antica ve ne sono 9.000, di cui: 2.700 pergamene, 45 incunaboli, 1325 cinquecentine (tra cui alcune edizioni di Aldo Manuzio), 3.000 volumi seicenteschi, 3.500 volumi settecenteschi, circa 3.000 volumi ottocenteschi, 300 manoscritti (tra cui alcuni riguardanti la storia del ducato e 25 musicali), 70 stampati musicali e 50 libretti operistici. Nella sezione moderna spicca la sezione storico-artistica, quella dedicata alla storia della ceramica, quella dedicata ai ragazzi, quella multietnica e quella dedicata alle Marche. È promotrice di svariate iniziative culturali, come il Premio letterario Metauro (premio nazionale per la poesia), il Premio Metauro On-line (premio di narrativa in rete) e la rassegna cinematografia Strabismo di Venere (dedicata alle donne). Inoltre assieme al Museo civico, realizza la rivista ISTMI - tracce di vita letteraria (nata nel 1997) ed altre pubblicazioni. È situata all'interno del Palazzo Ducale.
Possiede anche un'emeroteca, con 12 testate attive, una sezione multimediale, con 800 VHS, 20 registrazioni sonore e 100 CD. Vi sono anche una fototeca ed una sezione dedicata alla grafica, con: 2.000 fotografie, 500 diapositive, 150 cartoline, 500 mappe e carte geografiche, 2.000 disegni, 3.000 incisioni, 4.000 stampe, 4.000 manifesti.
- Biblioteca dell'Istituto culturale e sociale diocesano "Corrado Leonardi". Si trova all'interno del palazzo vescovile, in via Urbano VIII[16].

#### Scuole
- Istituto Omnicomprensivo Statale "Della Rovere"[17]. Si compone di una scuola dell'infanzia, una primaria e una secondaria di primo grado. Invece in merito alla scuola secondaria di secondo grado vi sono cinque indirizzi: Costruzioni, Ambiente e Territorio (C.A.T.); S.I.A. (ex Ragioneria); Agraria; Moda; Manutenzione e Assistenza Tecnica (M.A.T.).

#### Musei
- Museo civico. Si trova nel piano nobile del Palazzo ducale.

- Museo dell'agricoltura e dell'artigianato. Situato al piano seminterrato del Palazzo ducale.

- Museo diocesano "Monsignor Corrado Leonardi". Situato nel Palazzo vescovile.

### Cinema
Film girati ad Urbania
- La Mandragola (1965)
- La banda Grossi - Una storia vera quasi dimenticata[18][19] (2018).

### Eventi
- Festa nazionale della Befana[20], si svolge nel centro storico, il giorno dell'Epifania e nei giorni precedenti.[21][22]

## Economia
L'industria della maiolica divenne intorno ai primi decenni del XVI secolo una delle più significative, assieme a quella di Faenza, tra quelle dell'epoca, grazie all'impulso conferito dai maestri Giovanni Maria e Niccolò Pellipario:Guido Fontana, figlio di Pellipario, cambiò il cognome in Fontana e fu capostipite di una dinastia di ceramisti, maiolicari e porcellanisti.

Il primo pezzo documentato di Maria risalì al 1510 e fu un piatto raffigurante lo stemma di papa Giulio II, ma ben presto la sua decorazione di piatti, vasi ed altra oggettistica si staccò dai modelli faentini per personalizzarsi con decorazione a "candelabra" ricca di elementi fantasiosi, animali e vegetali. In un'ulteriore fase le bordure inclusero maschere grottesche o arabeschi.

Pellipario, invece, introdusse la decorazione a "istoriato", ossia un tema figurativo che occupò tutto la pianta ceramica. Tra i servizi firmati da lui si annoverarono quello Correr e l'Este Gonzaga.

Verso la fine del XVII secolo la produzione di maiolica incominciò la sua parabola discendente.
Tra le attività economiche più tradizionali, diffuse e attive vi sono quelle artigianali, come la rinomata produzione di articoli per arredamento, dei canestri in vimini, delle sedie impagliate, oltreché le antiche arti del ricamo e della tessitura, finalizzate alla realizzazione di tappeti e di coperte di lana, che sono impreziositi da temi e da motivi richiamanti il mondo pastorale. Nel 2025 la cittadina è stata insignita della Bandiera Arancione del Touring Club Italiano.

## Amministrazione
È il comune capoluogo dell'Unione montana Alta valle del Metauro.
| Periodo        | Periodo        | Primo cittadino   | Partito                                                       | Carica  | Note   |
| -------------- | -------------- | ----------------- | ------------------------------------------------------------- | ------- | ------ |
| 17 luglio 1985 | 20 luglio 1990 | Ebe Biagetti      | Democrazia Cristiana                                          | Sindaca | [ 28 ] |
| 20 luglio 1990 | 24 aprile 1995 | Giuseppe Lucarini | Partito Comunista Italiano Partito Democratico della Sinistra | Sindaco | [ 28 ] |
| 24 aprile 1995 | 14 giugno 1999 | Giuseppe Lucarini | Partito Democratico della Sinistra Democratici di Sinistra    | Sindaco | [ 28 ] |
| 14 giugno 1999 | 14 giugno 2004 | Giuseppe Lucarini | Lista Arcobaleno (Centro-sinistra)                            | Sindaco | [ 28 ] |
| 14 giugno 2004 | 8 giugno 2009  | Luca Bellocchi    | Lista Arcobaleno (Centro-sinistra)                            | Sindaco | [ 28 ] |
| 8 giugno 2009  | 26 maggio 2014 | Giuseppe Lucarini | Centro-sinistra                                               | Sindaco | [ 28 ] |
| 26 maggio 2014 | 27 maggio 2019 | Marco Ciccolini   | Viviamo Urbania (Centro-sinistra)                             | Sindaco | [ 28 ] |
| 27 maggio 2019 | 10 giugno 2024 | Marco Ciccolini   | Lista civica di Centro-sinistra                               | Sindaco | [ 29 ] |
| 10 giugno 2024 | in carica      | Marco Ciccolini   | Lista civica di Centro-sinistra                               | Sindaco | [ 28 ] |

## Sport
Hanno sede nel comune le società di calcio l’A.S.D Urbania Calcio 1920 che milita in Eccellenza e il Santa Cecilia Calcio che milita in Seconda categoria.
Le società di calcio a cinque sono: Barco Urbania, che ha raggiunto il suo apice con il campionato di serie C2 e Urbania Calcio a 5, militante nel campionato di serie D.
La squadra di pallacanestro è la USD Pallacanestro Urbania, fondata nel 1963 e partecipante al campionato Serie C regionale Marche/Umbria nella stagione 2022/2023.
La squadra di nuoto USD Nuoto Montefeltro fondata nel 2007, partecipa al campionato Regionale FIN Marche.